# Oddział dywersyjno-terrorystyczny Ałasz
Oddział dywersyjno-terrorystyczny „Ałasz” (ros. Диверсионно-террористический отряд „Алаш”) – ochotniczy kolaboracyjny oddział specjalnego przeznaczenia złożony z Kazachów podczas II wojny światowej.
Po ataku wojsk niemieckich na ZSRR 22 czerwca 1941 r., jednym z celów Niemców było zajęcie republik Azji Środkowej. Wiosną 1942 r. w Generalnym Gubernatorstwie i na okupowanej Ukrainie zostały sformowane dwa Legiony Turkiestańskie jako część Ostlegionów. W 1943 r. spośród żołnierzy Legionu pochodzenia kazachskiego Niemcy utworzyli oddział dywersyjno-terrorystyczny „Ałasz”. Na jego czele stanął por. Alichan Agajew. Żołnierze oddziału przeszli przeszkolenie w szkole wywiadowczej „Orion” w Luckenwalde.
W kwietniu 1944 r. zostali oni przetransportowani w rejon Królewca, a stamtąd do Bukaresztu. Podzielono ich tam na 2 grupy bojowe, których dowódcą zostali por. A. Agajew i jego zastępca por. Bisenalijew. W nocy 3 i 6 maja 1944 r. na terytorium sowieckiego Kazachstanu zostały one zrzucone na spadochronach. Wylądowały w bezludnym stepie w rejonie wsi Żyłoj na obszarze guriewskiego obwodu. Ich zadaniem było: nawiązanie kontaktów z antysowieckimi miejscowymi elementami w celu zorganizowania powstania narodowego oraz prowadzenie dywersji na instalacjach naftowych i liniach komunikacyjnych. W celu rozwinięcia antysowieckiej propagandy członków obu grup zaopatrzono w prawie 3 tys. listów w języku kazachskim, klisze antysowieckich karykatur i publikacje, a także ponad 700 tys. rubli. Uzbrojeni byli w 2 karabiny maszynowe, 25 pistoletów maszynowych i granaty ręczne.
Okazało się jednak, że samolot, którym przylecieli, został wykryty. W związku z tym oddziały NKWD wyruszyły schwytać dywersantów. Ci 10 maja 1944 r. przedostali się nad jezioro Żem. Tam przebrali się za dezerterów z Armii Czerwonej. 12 maja doszło do pierwszej potyczki z pościgowym oddziałem NKWD, ale dywersantom udało się zbiec. Jednakże 16 maja znowu natknęli się na enkawudzistów. W wyniku starcia 5 dywersantów zginęło (w tym obaj dowódcy), zaś 9 poddało się. Radiotelegrafista grupy został przewerbowany przez funkcjonariuszy Smiersza, po czym aż do końca wojny wysyłał Niemcom fałszywe wiadomości.